# Andorrai U21-es labdarúgó-válogatott
Az andorrai U21-es labdarúgó-válogatott Andorra 21 éven aluli labdarúgó-válogatottja, melyet az Andorrai labdarúgó-szövetség (spanyolul:Federació Andorrana de Fútbol) irányít.
Először a 2007-es Európa-bajnokság selejtezőiben indultak. Eb-re még nem sikerült kijutniuk.

## U21-es labdarúgó-Európa-bajnokság
- 1978–2006: Nem indult
- 2007: Nem jutott ki
- 2009: Nem jutott ki
- 2011: Nem jutott ki
- 2013: Nem jutott ki
- 2015: Nem jutott ki